# Sexualitatea lui Isus din Nazaret

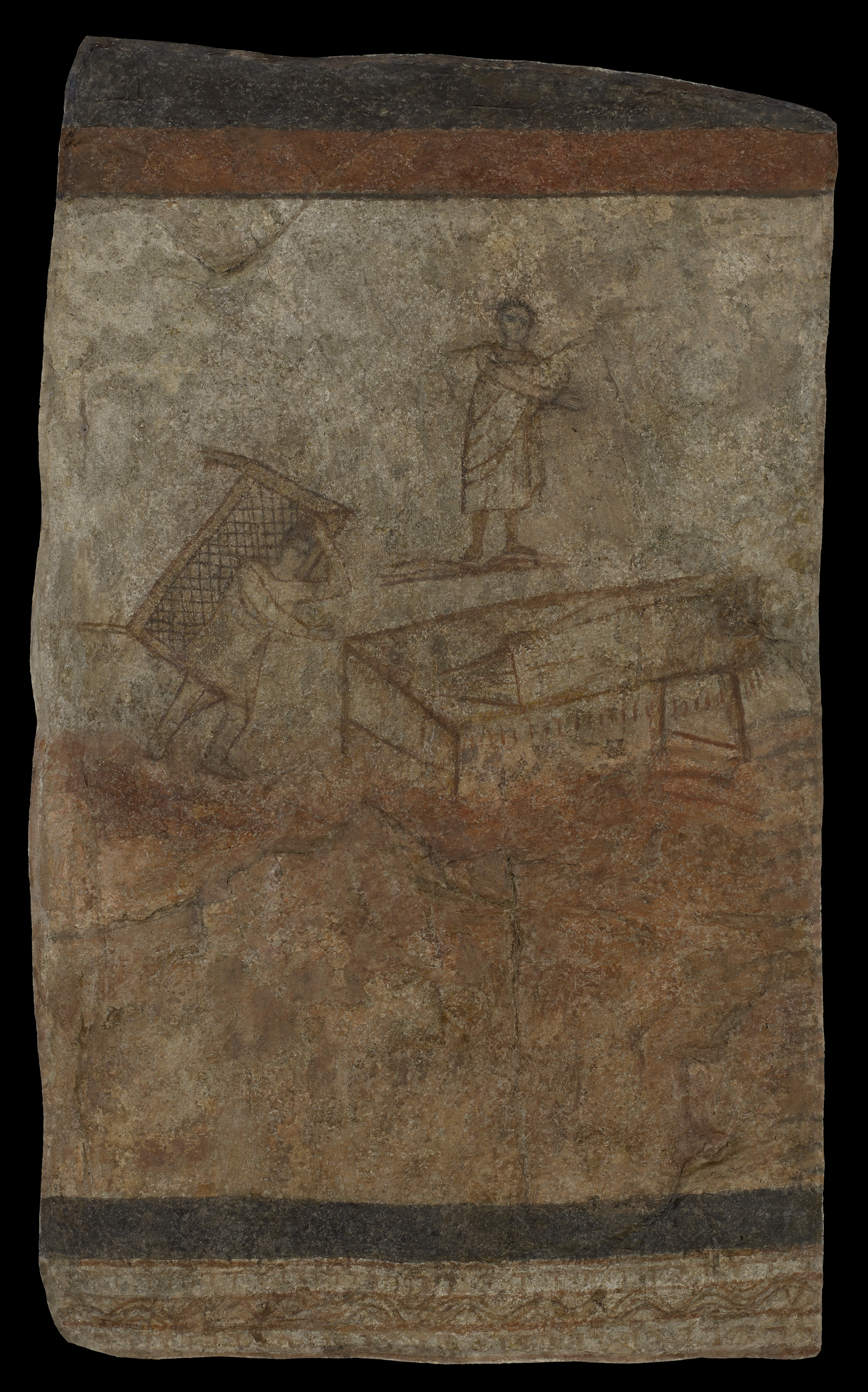
Isus vindecând un paralitic. Cea mai veche portretizare a sa. Biserica Dura-Europos. 240 e.n.. Frescă descoperită în 1928, Siria.

În ceea ce privește sexualitatea, mai exact orientarea sexuală, a lui Isus din Nazaret (în aramaică ישוע, Ieșu, în ebraică יֵשׁוּעַ‎, Ieșua arhaic Iehoșua, grecizat Ἰησοῦς, Iesous, latinizat Iesus; n. ca. 4 î.e.n., probabil Nazaret — d. ca. 30/33 e.n., Ierusalim), înțelegerea tradițională a bisericilor și teologilor creștini este că Isus nu s-a căsătorit și a rămas celibat până la moartea sa. Asta nu a împiedicat speculațiile despre teoriile alternative și deseori ignorate ale sexualității sale. Evangheliile și Noul Testament dezvăluie puțin despre acest subiect. 
Isus a fost predicator evreu din zona Galileea, Iudeea și a trăit în timpul ocupației romane a Israelului. E cunoscut în urma relatărilor din Biblie dar și a altor manuscrise antice.

## Heterosexualitatea lui Isus

### Maria Magdalena

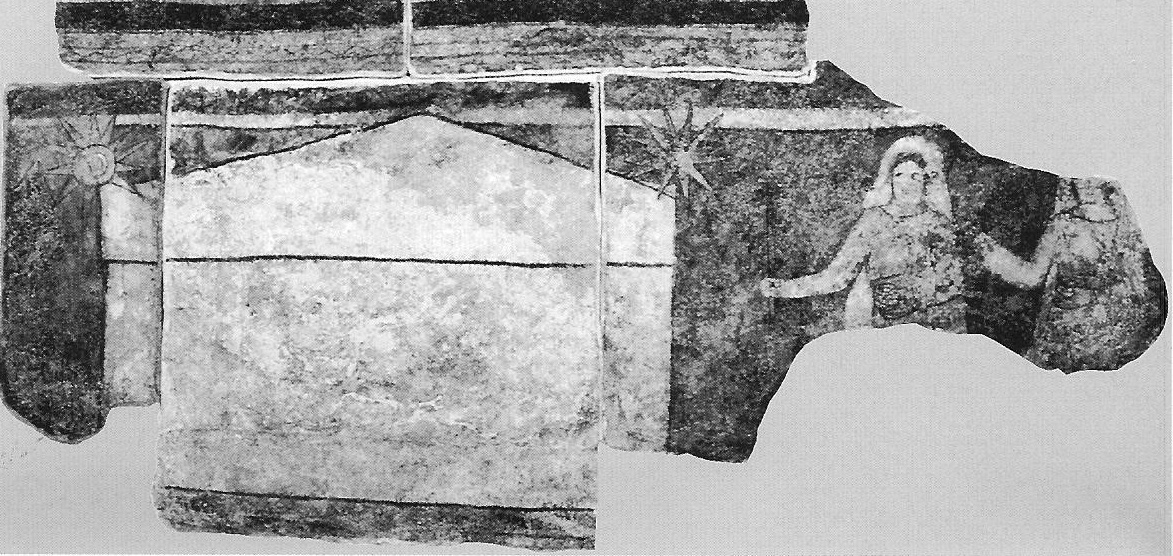
Frescă din nava bisericii Dura-Europos, 240 e.n. și conține cea mai veche portretizare a Mariei Magdalena. Ea este arătată alături de alte două femei (a treia dispărând aproape complet din cauza pagubelor extinse), având fiecare o torță aprinsă și un bol de mir, în timp ce se apropie de mormântul lui Isus, care este încă sigilat.

Evanghelia non-canonică după Filip (datând din jurul secolului al treilea) descrie relația lui Isus cu Maria Magdalena, folosind variante copte și combinate cu greaca antică a cuvântului κοινωνω (koinōnos). Această lucrare folosește corelații a cuvântului koinōnos și echivalențe copte pentru a se referi la împerecherea literală a bărbaților și femeilor în căsătorie și act sexual, dar și metaforic, referindu-se la un parteneriat spiritual și la reunificarea creștinului gnostic cu tărâmul divin.
Maria Magdalena este menționată ca una dintre cele trei femei pe nume Maria „care a umblat mereu cu Domnul” și ca însoțitoare a sa (Filip 59.6–11). Lucrarea spune, de asemenea, că Domnul a iubit-o mai mult decât toți discipolii și obișnuia să o sărute des (63.34–36). Autorul John Dickson susține că în creștinismul timpuriu era obișnuit ca un coleg credincios să se sărute cu altcineva, era o formă de salut (Pet. 5:14) și nu aveau conotații romantice. Kripal scrie că „sursele istorice sunt pur și simplu prea contradictorii și simultan prea silențioase” pentru a face declarații absolute cu privire la sexualitatea lui Isus.

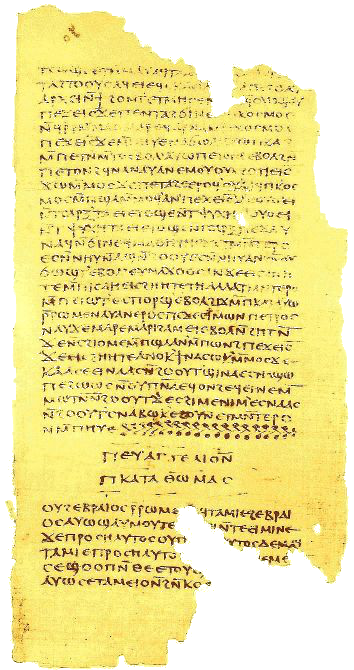
O pagină din Nag Hammadi Codex II în care se află și Evanghelia după Filip

Bart Ehrman concluzionează că dovezile istorice nu spun ceva despre sexualitatea lui Isus – „cu siguranță nimic care să indice că Isus și Maria au avut o relație sexuală de orice fel”. Ehrman (savant al Noului Testament grec și al creștinismului timpuriu) spune că întrebarea pe care oamenii o pun cel mai des este dacă Maria Magdalena și Iisus din Nazaret s-au căsătorit între ei (după ce afirmația a fost popularizată în romanul Codul lui Da Vinci). În acest context, Ehrman susține:
 „Nu este adevărat că Manuscrisele de la Marea Moartă conțineau Evanghelii care discutau despre Maria și Isus. [...] Nici nu este adevărat că căsătoria dintre Maria și Isus este discutată în mod repetat în Evangheliile care nu au ajuns să fie incluse în Noul Testament. De fapt, nu se discută deloc - niciodată menționată, nici măcar o dată. [...] Nu este adevărat că Evanghelia după Filip o numește soție pe Maria.“ 
Există câteva pasaje celebre în care Isus pare că o sărută pe Maria Magdalena, este incomplet din cauza deteriorării manuscrisului original. 
„și obișnuia să o sărute [adesea] pe [...]“
Pasajul pare să-l descrie pe Isus care o sărută, nespecificând în ce loc, pe Magdalena, aparent descrisă ca „stearpă” și „mama îngerilor” la începutul alineatului relevant și folosind o parabolă pentru a explica discipolilor de ce el o iubea mai mult decât îi iubea pe ei. Manuscrisul grec antic îl descrie pe Isus drept „koinonos” al Mariei, sau „însoțitor”. Textul de mai jos e tradus din engleză americană. În textul inițial era trecut the companion of the. 
„Cât despre Înțelepciunea care este numită «stearpă», ea este mama [îngerilor]. Și companionul al [...] Maria Magdalena. [... o iubea] mai mult decât [pe toți] discipolii și obișnuia să o sărute [adesea] pe  [...]. Restul [discipolilor ...] i-au spus: «De ce o iubești mai mult decât pe noi toți?» Mântuitorul a răspuns și le-a spus: «De ce nu vă iubesc ca pe ea? Când un orb și unul care vede sunt amândoi împreună în întuneric, nu sunt diferiți unul de altul. Când vine lumina, atunci cel care vede va vedea lumina, iar cel orb va rămâne în întuneric.».“

### Evanghelia după Iuda

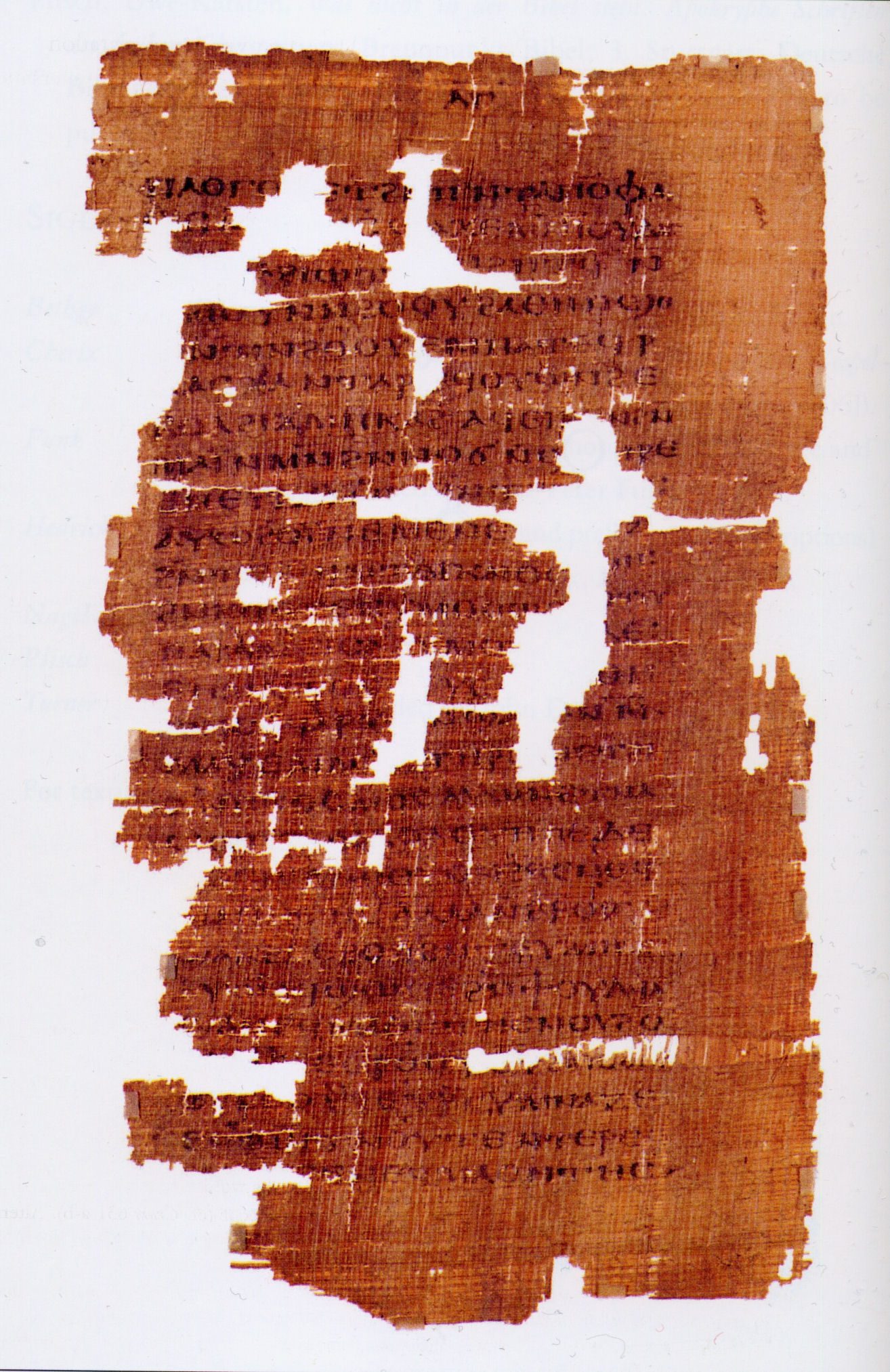
Evanghelia după Iuda din Codex Tchacos pag. 33

Evanghelia după Iuda (Evanghelia despre Iuda) este o evanghelie gnostică datată cu carbon 220-340 e.n. și a fost descoperită în anii '70 lângă El Minya, Egypt. Conține un dialog între Iisus Hristos și discipolul său Iuda Iscarioteanul. Conform acesteia, Iuda a fost discipolul care a înțeles cine este de fapt Isus,  și a făcut voia lui Isus, dându-l pe mâna autorităților care i-au ucis trupul, eliberându-l astfel pentru a se întoarce în Împărăția lui Barbelo (Mama Divină). Dar nu înainte de a îi spune lui Isus că are o viziune că cei 12 apostoli se vor lepăda de el, de Iuda. (Scena 3 din traducerea The NGS).
Singurele referiri documentate anti-homosexuale, însă adresate în mod specific la adresa preoțimii din secolul I, sunt cele de mai jos conform traducerii oficiale The National Geographic Society:
[Iisus a spus]: „Cum sunt [preoții]?” Ei au [răspuns, „Unii ...] două săptămâni; [unii] își sacrifică propriii copii, alții pe soțiile lor, în laudă [și] smerenie unii cu alții; unii dorm cu bărbați; unii sunt implicați în [măcel]; unii comit o multitudine de păcate și fapte de nelegiuire. Și bărbații care stau [în fața] altarului îți invocă [numele], și în toate faptele deficienței lor, sacrificiile sunt aduse la îndeplinire […].” După ce au spus acestea, au tăcut, căci erau tulburați.
Apoi textul continuă, Isus luându-se de preoți și de cei care aduc jertfe la templu: 
Iisus le-a spus: „Cei pe care i-ați văzut primind ofrandele la altar – aceștia sunteți voi. Acela este zeul pe care îl slujiți, și sunteți acei doisprezece bărbați pe care i-ați văzut. Vitele pe care le-ați văzut aduse pentru sacrificiu sunt mulți oameni pe care îi duceți în rătăcire [40] înaintea acelui altar. […] vor sta și vor folosi numele meu în acest fel, iar generații de evlavioși îi vor rămâne loiali. După el va sta un alt bărbat dintre [curvari], și un altul [va] sta acolo dintre ucigașii de copii, și un altul dintre cei care dorm cu bărbați, și cei care se abțin, și restul oamenilor impuri și fărădelege și în eroare, și cei care spun, «Suntem ca îngerii»; aceștia sunt stelele care aduc totul la încheiere. Căci pentru generațiile umane s-a spus, «Privește, Dumnezeu a primit sacrificiul tău din mâinile unui preot» – adică un slujitor al erorii. Dar este Domnul, Domnul universului, care poruncește, «În ultima zi vor fi făcuți de rușine.»”

## Homosexualitatea lui Isus
Iisus a fost un rabin, un învățător și toți rabinii pe vremea respectivă erau căsătoriți; nu există nici o referire vizavi de o eventuală căsătorie. Dacă măcar printre apostoli s-ar fi numărat un homosexual, am fi avut cel puțin din punct de vedere statistic o oglindire a societății, conform datelor demografice din ziua de astăzi privind orientarea sexuală.Orientare homosexuală sau bisexuală pentru bărbați în lumea iudaică antică însemna pedeapsa cu moartea; era interzisă de religia și cultura iudaică din acele vremuri. Unii istorici teologi afirmă că Isus era născut cu o orientare non-heterosexuală.

### Discipolul pe care Iisus l-a iubit
Evanghelia după Ioan face referiri la ucenicul pe care Iisus îl iubea (Ioan 13:23, 19:26, 21:7–20), o bucată de text care nu apare în Evangheliile sinoptice. În text, acest discipol iubit  este prezent la răstignirea lui Isus, împreună cu mama lui Isus, Maria. 
Ucenicul pe care Iisus îl iubea poate fi o auto-referire a autorului Evangheliei (Ioan 21:24), în mod tradițional privit ca Ioan Apostolul. Rollan McCleary, autorul volumului Signs for a Messiah, consideră că această identificare ar face fraza extrem de semnificativă. În Evanghelia după Ioan regăsim paragrafele, traduse conform vocabularului contemporan:

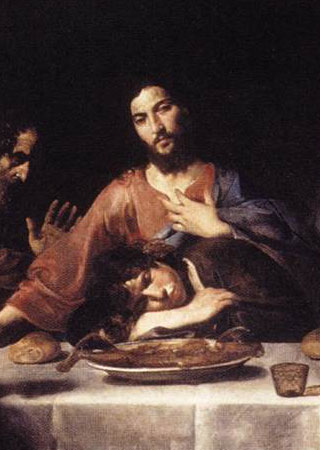
Isus și Ioan la Cina cea de Taină, de Valentin de Boulogne

Atunci ucenicul pe care-l iubea Isus a zis lui Petru: „Este Domnul!“ Când a auzit Simon Petru că este Domnul, și-a pus haina pe el și s-a încins, căci era dezbrăcat, și s-a aruncat în mare. Ioan 21:7
Când a văzut Isus pe mama Sa, și lângă ea pe ucenicul pe care-l iubea, a zis mamei Sale: „Femeie, iată fiul tău!“ Ioan 19:26
Petru s-a întors și a văzut venind după ei pe ucenicul pe care-l iubea Isus, acela care la Cină se rezemase pe pieptul lui Isus și zisese: „Doamne, cine este cel ce Te vinde?“ Ioan 21:20
Surorile au trimis la Isus să-I spună: „Doamne, iată că acela pe care-l iubești este bolnav.“ Ioan 11:3 

Unul din ucenici, acela pe care-l iubea Isus, stătea la masă culcat pe sânul lui Isus. Simon Petru i-a făcut semn să întrebe cine este acela despre care vorbea Isus. Și ucenicul acela s-a rezemat pe pieptul lui Isus și I-a zis: „Doamne, cine este?“ Ioan13:23  
În următoarele secolele, referința a fost folosită de cei care au implicat o interpretare a pasajului ca homosocială sau homoerotică a relației. De exemplu, savantul Louis Crompton spune că Sfântul Aelred din Rievaulx, în lucrarea sa De spiritali amicitia („Prietenie spirituală”), s-a referit la relația lui Isus și Ioan Apostolul ca la o „căsătorie” și a menținut-o ca exemplu de sancționare a „prieteniei” între clericii acelor vremuri.
James I al Angliei s-a putut baza pe o tradiție pre-existentă atunci când a apărat relația homoerotică cu tânărul Duc de Buckingham: "Aș dori să vorbesc în numele meu și să nu cred că este un defect, pentru că Isus Hristos a făcut-o la fel și, prin urmare, nu pot fi învinovățit. Hristos l-a avut pe al său Ioan, iar eu îl am pe George." Frederic cel Mare a scris ceva similar în poemul său Palladium din 1749, care cuprinde rândurile: „Acest bun Iisus, cum crezi că l-a determinat pe Ioan să doarmă în patul său? Nu puteți vedea că era [ca și; ca un] Ganymede?"
Alții care au dat glas acestei interpretări a relației dintre Iisus și Ioan au fost filozofii Denis Diderot și Jeremy Bentham și mulți alții.
Bob Goss, teolog, apărător al persoanelor LGBTI și autorul Jesus Acted Up, A Gay and Lesbian Manifest și Queering Christ, Beyond Jesus Acted Up a spus despre interacțiunea dintre Isus și Ioan, că „este o relație homosexuală [...]. Un cititor grec din antichitate ar înțelege."
În schimb, scriitorul și teologul Robert Gagnon a susținut că cuvântul grecesc tradus ca „iubit” este agape (folosit, de exemplu, în Ioan 3:16; „pentru că Dumnezeu a iubit lumea atât de mult”), mai degrabă decât cuvântul grecesc de referire spre dragostea sexuală, eros. Pe de altă parte, Theodore W. Jennings Jr. observă că „erosul nu apare nici în Noul Testament, nici în Septuaginta” și că aceștia folosesc agape pentru a se referi la „dragostea unui soț pentru soția sa; și chiar a iubirii ilicite și a dorinței neîmplinite", inclusiv folosit în toată Cântarea lui Solomon.

### Personajul în veșminte de in din Evanghelia după Marcu
Evanghelia după Marcu (14:51–52) descrie, tradus mai jos conform vocabularului contemporan, cum în Grădina Ghetsimani:  
„Un anumit tânăr, care purta peste trupul gol doar o pânză de in, îl urma pe Isus. [Paznicii Templului] l-au prins și pe el, dar el și-a lăsat pânza de in și a fugit dezbrăcat.” Marcu 14:51-52 
Textul este de neînțeles și greu de interpretat pentru unii autori; mai mult, textul apare doar în Evanghelia după Marcu, ceea ce a determinat unii istorici și teologi să afirme că Marcu se descrie pe sine ca fiind tânărul din text.

### Ioan Botezătorul
Mireasa lui Hristos este o metaforă pentru eclezie, asemănând relația dintre creștini și Isus ca o logodnă ce indică o viitoare nuntă, atunci când creștinii se vor reuni întru Isus Hristos. Părinții bisericii, precum Ciprian de Cartagina, au aplicat această metaforă asupra Bisericii încă din antichitate. În Evanghelia după Ioan (3:22–36), Ioan Botezătorul vorbește despre sine ca fiind „prietenul mirelui”, cu implicația că mirele lui Hristos (vezi și Matei 9:15) vine să-și întâlnească mireasa, deși nu este nimic specific pentru a identifica mireasa.

### Vindecarea servitorului centurionului din Evangheliile după Luca și după Matei
Deși anumite pasaje din Noul Testament sunt controversate, cel puțin indică faptul că Isus nu era homofob. În Imperiul Roman era știut faptul că soldații romani aveau relații homosexuale. Prof. în teologie Bob Shore-Goss, susținut și de alți teologi rezumă: „Chiar unul dintre miracolele lui Iisus este vindecarea servitorului centurionului. E în Evanghelia după Matei Matei 8:15-13 și în Evanghelia după Luca Luca 7:1-10. Matei folosește termenul de pais pentru a-l descrie pe servitorul acela, care este în esență un concubin al centurionului. De la cuvântul acesta provine și termenul de pederastie. E o relație sexuală. Vine la Iisus și îi cere să-l vindece. Iisus întreabă dacă să-l vindece și sutașul răspunde, «Nu sunt vrednic să intri sub acoperișul meu, ci numai zi cuvântul și se va vindeca băiatul meu». Iisus spune despre credința centurionului, aflat într-o relație homoerotică, că «la nimeni, în Israel, n-am găsit atâta credință». «Doamne, nu sunt vrednic să te primesc, ci numai zi cu cuvântul și mă voi vindeca. [...]». Biserica din secolul doi știa foarte bine lucrurile astea, înțelegea perfect că e vorba de o relație homosexuală și nu făcea mare caz din asta.“
Kenneth James Dover (savant pe limba greacă veche) subliniază faptul că „[...] pais nu înseamnă servitor. Înseamnă amant. În Tucidide, în Plutarh, în nenumărate surse grecești acest termen se referă la partenerul junior dintr-o relație de același sex. O relație erastes-pais consta, în general, dintr-un bărbat oarecum mai în vârstă, de obicei un soldat între 18 și 30 de ani și un adolescent mai tânăr, de obicei între 13 și 18 ani. Uneori, acel adolescent era un sclav.“

### Lazăr în Evanghelia secretă după Marcu

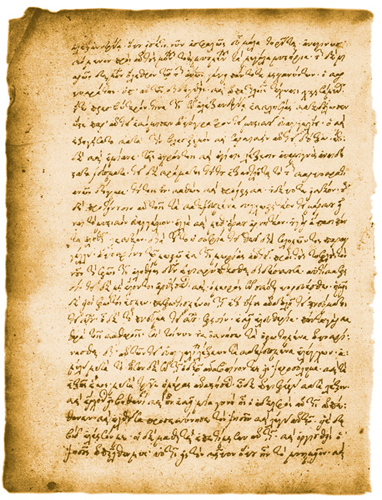
Pagina 2 din Scrisoarea lui Clement către Theodoros în care se consemnează texte din Evanghelia secretă după Marcu. 198 x 148 mm.

În Evanghelia secretă după Marcu (Evanghelia pierdută după Marcu; Evanghelia mistică după Marcu) separată și non-canonică (evanghelie non-canonică = evanghelie neinclusă în Noul Testament la Conciliul de la Nicea) și care pasaje din ea au fost incluse în controversata scrisoare de la Mar Saba a lui Clement de Alexandria, pe care Morton Smith a susținut că a descoperit-o în 1958. - afirmă că Isus a învățat într-o noapte „misterul Împărăției lui Dumnezeu” cu un tânăr ce purta doar o pânză de in. Acest lucru a fost legat de opiniile unui grup filozofic și de critici antici denumit carpocrați (inițiat de Carpocrates din Alexandria). Unii comentatori moderni îl interpretează ca un botez, alții ca o formă de inițiere sexuală, iar alții ca o alegorie pentru o inițiere non-sexuală într-o sectă gnostică. Cu toate acestea, autorul Evangheliei secrete după Marcu este încă o problemă de dezbatere. Unii cercetători consideră că e un fals în timp ce alții cred că este autentică, aceasta fiind un apocrifon.

Controversata scrisoare a lui Clement de Alexandria, descrie amănunte despre cum l-a „înviat Iisus pe un tânăr bogat”, evident și pe baza relatării învierii lui Lazăr din Evanghelia după Ioan.  
„Și ei ajung în Bethania. Și o anumită femeie al cărei frate murise era acolo. Și, venind, s-a pus în fața lui Isus și i-a spus: «Fiul lui David, ai milă de mine». Dar ucenicii au mustrat-o. Și Iisus, înfuriat, a plecat cu ea în grădina în care se afla mormântul și imediat a fost auzit un mare plânset din mormânt. Și mergând lângă, Iisus a dat jos piatra de la ușa mormântului. Și imediat, mergând acolo unde era tânărul, a întins mâna și l-a ridicat, apucându-i mâna.” 
apoi textul continuă relatarea:
„Însă tânărul a privit la el, l-a iubit și a început să-l roage să-l lase împreună cu el. Și ieșind din mormânt, s-au dus în casa tânărului, căci acesta era bogat. Și după șase zile, Iisus i-a spus ce să facă și seara tânărul a venit la el, purtând doar o haină de pânză peste trupul (său) gol. Și a rămas cu el în noaptea aceea, căci Iisus l-a învățat taina Împărăției lui Dumnezeu. După aceea, el s-a întors pe celălalt mal al Iordanului.”
Morton Smith a comentat că din acest fragment ar putea reieși că Isus a fost homosexual: „eliberarea de lege ar fi putut rezulta prin înfăptuirea unirii spirituale prin unire fizică”, și că Isus ar fi avut contacte sexuale cu bărbații pe care-i boteza.

### Referința la eunuci din Evanghelia după Matei
În Evanghelia după Matei, Iisus este raportat la comportamentul eunucilor pentru a ilustra o abordare interesantă a sexualității și căsătoriei.

Niște farisei au venit și l-au întrebat dacă un bărbat are voie să divorțeze de soția lui din orice motiv. Isus le-a răspuns că „Creatorul i-a făcut bărbat și femeie“ și că e un păcat să divorțeze. Apoi ucenicii i-au zis:
„Dacă astfel stau lucrurile cu soțul și soția, nu merită să te căsătorești!“. El le-a răspuns: „Nu toți pot primi cuvântul acesta [a fi categorisiți astfel], ci numai aceia cărora le-a fost dat. Căci există eunuci care s-au născut așa din pântecele mamei lor, există eunuci care au fost făcuți eunuci de către oameni și există eunuci care s-au făcut eunuci de dragul Împărăției Cerurilor. Cel ce poate să primească cuvântul acesta [acceptă a fi categorisit astfel], să-l primească“ Matei 19:3–12
Termenul „eunuc” se referă în mod normal la un om castrat. Mai mulți teologi și comentatori biblici au interpretat acest pasaj ca indicând sprijinul lui Isus pentru celibat. Primul scriitor creștin Origen a interpretat cuvintele lui Isus literal și astfel s-a castrat fizic ca un act de devotament. Primul părinte al Bisericii Tertulian a scris că Isus însuși a trăit ca un „eunuc”,  asemenea a încurajat oamenii să adopte această practică.
Alți teologi, istorici sau specialiști pe orientare sexuală, identitate de gen sau sexologi, din zilele noastre, zic că se referă la persoanele transgen, intersex sau la persoanele cu o orientare asexuală, sau uneori homosexuală, sau pur și simplu la persoane care nu se pot procrea sau nu vor, subiectul rămânând în dezbatere.

### Alte studii, concluzii și afirmații
Prof. emerit Halvor Moxnes în istoria religiilor de la Det teologiske fakultet, UiO concluziona, în 2018:
„În această perspectivă, sugestia că Isus a fost căsătorit și a avut copii este doar o încercare de a-l plasa în normalitate. Dar el nu aparținea acolo. Iisus a ales ca normă încălcarea cutumei și s-a așezat printre marginali. Prin urmare, cu o expresie modernă, aș spune că Isus a fost homosexual!“

În 2024 Halvor Moxnes (profesor emerit la The Faculty of Theology, UiO) își nuanțează concluzia inițială:
„Din această perspectivă, sugestia că Iisus a fost căsătorit și a avut copii este doar o încercare de a-l plasa în cadrul normalității. Dar el nu aparținea acestui cadru. Iisus a ales separarea de casă ca normă și să se plaseze printre marginalizați. Astfel, folosind o expresie modernă, aș spune că Iisus a fost «queer». Acest termen nu se referă exclusiv la o identitate sexuală (precum gay), ci la o punere sub semnul întrebării a categoriilor de identitate stabilite și fixe, la neacceptarea ordinii sau structurilor date ale locurilor pe care oamenii le ocupă. Nu știm dacă Iisus a fost «gay» în sensul modern, dar cu siguranță a fost «queer».“

## Poligamia și referințe la Isus
Orson Hyde a spus că Iisus a fost un poligamist care a fost căsătorit cu Maria Magdalena, Marta și Maria din Betania și a născut copii cu ele. De asemenea, el a zis că nunta din Cana Galileii a fost propria nuntă a lui Isus. Această idee nu este doctrina oficială a Bisericii lui Isus Hristos a Sfinților din Zilele din Urmă deși a intrat cu siguranță în folclorul mormon.

## Informații corelate
- Isus cel istoric
- Evanghelia secretă după Marcu
- Evanghelia după Filip
- Evanghelia după Iuda
- Demografia orientării sexuale
- Mediul și orientarea sexuală
- Hormonii prenatali și orientarea sexuală
- Ordinea nașterii fraților și orientarea sexuală la bărbați
- Asexualitate
- Bisexualitate
- Intersexualitate
- Heterosexualitate
- Homosexualitate
- Pansexualitate
- Sex